# Princeton (Illinois)
Princeton es una ciudad ubicada en el condado de Bureau en el estado estadounidense de Illinois. En el Censo de 2010 tenía una población de 7660 habitantes y una densidad poblacional de 395,6 personas por km².

## Geografía
Princeton se encuentra ubicada en las coordenadas 41°22′49″N 89°28′1″O / 41.38028, -89.46694. Según la Oficina del Censo de los Estados Unidos, Princeton tiene una superficie total de 19.36 km², de la cual 19.36 km² corresponden a tierra firme y (0%) 0 km² es agua.

## Demografía
Según el censo de 2010, había 7660 personas residiendo en Princeton. La densidad de población era de 395,6 hab./km². De los 7660 habitantes, Princeton estaba compuesto por el 96.58% blancos, el 0.56% eran afroamericanos, el 0.17% eran amerindios, el 0.93% eran asiáticos, el 0.05% eran isleños del Pacífico, el 0.59% eran de otras razas y el 1.12% pertenecían a dos o más razas. Del total de la población el 2.65% eran hispanos o latinos de cualquier raza.